# Sahana

Sahana FOSS es un software administrador de emergencias Libre y de código abierto (FOSS). Fue creado durante el Terremoto del Océano Índico de 2004 para ayudar en la organización de los esfuerzos del gobierno de Sri Lanka. Sahana significa "alivio" en cingalés.
Posteriormente, dado el éxito inicial de esta aplicación y la imperiosa necesidad de contar con soluciones de manejo de desastres, la Agencia Sueca del Desarrollo Internacional (ASDI) fundó una segunda fase a través de LSF (Lanka Software Foundation), con el objeto de generalizar la aplicación a un uso global en desastres de gran escala. El proyecto ha recibido un reconocimiento internacional, con despliegue en muchos otros desastres tales como el Terremoto de Cachemira de 2005, el Corrimiento de tierra de Leyte del Sur de 2006 y el Terremoto de Java de mayo de 2006. La fase II fundada por la AISD promovió la adopción del proyecto por parte de la comunidad global, habiendo actualmente más de 170 personas involucradas.
Luego del Tsunami, el sistema fue reconstruido desde cero con un conjunto de tecnologías de código abierto, AMP ( Apache, MySQL, PHP/Perl). El sistema está disponible gratuitamente pare ser descargado y personalizado. Está distribuido bajo Licencia LGPL.

## Objetivos del Proyecto Sahana
El objetivo del proyecto Sahana es proveer un conjunto integrado de aplicaciones de manejo de desastres modulares y basados en web, que provean soluciones a problemas humanitarios de gran escala durante la fase posterior a un desastre.
Las aspiraciones del proyecto se expresan en las siguientes metas:
1. Meta Primaria: Ayudar a aliviar el sufrimiento humano y ayudar a salvar vidas a través del uso eficiente de las TIC durante un desastre
2. Favorecer colaboración entre distintos actores, incluyendo al gobierno, agencias de emergencia, ONGs, voluntarios espontáneos y víctimas, respondiendo efectivamente a un desastre
3. empowerment de víctimas, sus familiares y cercanos, para ayudarles a ayudarse a sí mismo
4. Proteger los datos de las víctimas y reducir la oportunidad de mal uso de esta información
5. Proveer una solución Libre y de código abierto, disponible para cualquier persona

En el futuro, se prevé extender el ámbito de la solución hacia las fases de prevención, rehabilitación y reconstrucción. En la actualidad se está trabajando en el desarrollo de estos módulos.

## Funcionalidad y características
Sahana es una suite de aplicaciones basadas en web que provee soluciones a diferentes problemas relacionados con diversos problemas de coordinación posteriores a un desastre. Además de la base de datos, provee una interfaz bien estructurada que facilita el manejo de información. El proyecto Sahana posee actualmente 8 módulos: registro de personas extraviadas, Registro de organización, sistema de administración de petición/compromiso, registro de albergues de emergencia, manejo de inventarios, catálogo, análisis de situación y coordinación de voluntarios. Siendo Sahana un sistema modular, se puede instalar sólo lo necesario según los requerimientos del administrador.

### Módulos principales
La descripción de los principales módulos es presentada a continuación.

#### Registro de personas extraviadas
El registro de personas extraviadas es un servicio de tablero en línea de personas extraviadas y encontradas. No sólo mantiene la información sobre ellos, sino que también de quienes los buscan, aumentando la probabilidad que las personas se encuentren. Por ejemplo, si dos hijos buscan a su padre, esta información puede ser utilizada también para encontrar a los hermanos.

#### Registro de organización
El registro de organización es una herramienta colaborativa para saber "Quién hace qué y dónde". Mantiene el registro de todas las organizaciones de ayuda y sociedades civiles que trabajan en la región del desastre. No sólo mantiene información sobre la localización en donde actúan, sino también de los servicios que proveen en cada área, lo que puede ser usado para detectar carencias y analizar jerárquicamente los datos por sector o región.

#### Registro de albergues de emergencia
Esta sub aplicación de Sahana mantiene la información de todos los albergues de la región y algunos datos básicos sobre las instalaciones y cuántas personas pueden albergar. Provee también una vista georeferenciada para graficar la ubicación de los campos en el área afectada.

#### Sistema de Petición/Ayuda
Este sistema mantiene un repositorio central en donde todas las organizaciones de ayuda, trabajadores, agentes de gobierno y campamentos pueden coordinar requerimientos y ofrecimientos de ayuda y provisiones. Tiene el aspecto de un sistema de compras, realizando un seguimiento de peticiones hasta su cumplimiento.

#### Sistema de coordinación de voluntarios
Este sistema ayuda principalmente ONGs a mantener un seguimiento de todos sus voluntarios, la información de sus contactos, la ubicación de sus proyectos, su disponibilidad y sus capacidades, con el fin de ubicarlos efectivamente durante un desastre.

#### Sistema de análisis de situación
Este módulo entrega un resumen de la situación y permite agregar información sobre lo que está sucediendo en terreno. Posee la habilidad de posicionar una foto e información adicional sobre un mapa, de manera que las personas pueden trabajar de manera colaborativa en la captura de información sobre la situación.

### Características técnicas
Después del Tsunami, Sahana fue reconstruido desde cero utilizando tecnología Libre y de código abierto (LAMP). El nuevo marco arquitectónico provee las siguientes características:
- Arquitectura Plugin: Permite el desarrollo independiente de módulos por parte de terceros, facilitando al mismo tiempo la integración.
- Bajo requerimientos de Hardware: Puede ser ejecutado independientemente (sin conexión a Intentet) en computadores portables con poca capacidad
- Movilidad: Puede ser clonado para ser usado en terreno, y sincronizarse con otros sistemas port'atiles, o con una instalación conectada a un servidor central
- USB portable: Puede ser ejecutado sin ser instalado en un computador, directamente desde un Pen drive
- Listo para Internacionalización: Permite que el sistema sea traducido a cualquier idioma
- Seguridad granular: El control de acceso puede ser especificado por rol, módulo o acción a realizar
- Interfaz gráfica de usuario adaptable: Permite modificar el aspecto del sistema para adaptar su uso a PDAs
- Escalable horizontalmente: Permite aumentar la carga del sistema agregando servidores Sahana adicionales en un clúster paralelo.

## Alineamiento con Software Libre y de código abierto
Existen múltiples razones por las cuales el software Libre y de código abierto (FOSS) calzan naturalmente con los sistemas de gestión de desastres en general, de los cuales existe una limitada oferta comercial. Las principales razones son las siguientes:
- Costo: Muy pocos países y organizaciones hoy en día se encuentran en condiciones de realizar grandes inversiones en manejo de desastres cuando no hay un desastre en curso. Aun cuando esto es obvio en países pobres y en vías de desarrollo, los países ricos encuentran el mismo problema, dado que siempre existen mayores prioridades que necesitan financiamiento frente a eventos que pueden ocurrir o no. Un enfoque FOSS provee un presupuesto bajo, dado que se apoya en un esfuerzo global de voluntarios para ser construido.

- Atrasos en aprobaciones: No existe un gran interés comercial en desarrollar soluciones en este ámbito, a menudo porque durante los desastres humanitarios software propietario es ofrecido sin costo. Con FOSS no hay necesidad de esperar a tener el permiso o las licencias dado que cualquiera tiene la libertad de descargarlo y usarlo a todo momento, permitiendo que los usuarios estén entrenados en su uso y no tengan que aprender a usarlo en medio de una crisis.

- Un bien público natural: Tales sistemas deben ser compartidos, desarrollados y poseídos globalmente, pues los problemas a los que apuntan son comunes a todos los países afectados por desastres, haciendo tal software un bien público.

- Una comunidad de voluntarios apasionados: La comunidad global de voluntarios puede contribuir al bienestar humano usando sus habilidades para desarrollar y personalizar FOSS para situaciones de desastre. De hecho, Sahana y el FOSS humanitario en general, representa la unión de dos comunidades de voluntarios apasionada con un fuertes compromiso en pos del bienestar humano.

- Transparencia: Tal como en situaciones de conflicto, durante los desastres surge segregación entre gobiernos, ONGs nacionales e internacionales. La principal causa de esto son las circunstancias urgentes, la falta de ransparencia, y la incapacidad de organizar todos los esfuerzos. Un sistema abierto, transparente, y paseído por todos será más probablemente aceptado como un medio de comunicación entre grupos. Puede ayudar también a las organizaciones a desplegarse por iniciativa propia, basado en lo que otras organizaciones están haciendo en la región afectada.

- Facilidad de personalización: Todos los desastres son distintos. A menudo es necesario adaptar los sistemas antes de ser aplicados efectivamente durante los desastres. algunas de estas modificaciones incluyen agregar metadatos sobre entidades en el sistema, o traducirlo a un idioma particular. Con FOSS, cualquiera es libre de modificar el software sin restricción.

### Estrategia de despliegue flexible
El sistema Sahana puede ser desplegado en una variedad de modelos, desde la operación en un único computador portátil (con o sin conexión a red), hasta una plataforma totalmente distribuida en red.

#### Despliegue de gran escala
A menudo el centro de coordinación de desastres está alejado de la región afectada, haciendo difícil la comunicación debido a la destrucción de la infraestructura de telecomunicaciones. En este caso, el acceso puede ser provisto mediante el uso de grupos como Ericsson, que proveen una conectividad inalámbrica satelital.

#### Despliegue liviano
Si la infraestructura no existe, Sahana -siendo una solución liviana- puede ejecutarse eficientemente en un computador portátil independiente y un punto de acceso inalámbrico para colaborar en una red de corto alcance. Tal requerimiento es a menudo el caso en centros de coordinación en donde no hay Internet o electricidad durante las horas que siguen al desastre. El sistema Sahana ha sido probado en la configuración descrita con 130W, los cuales pueden ser fácilmente provistos por un panel solar. Adicionalmente, ninguna de las aplicaciones depende de la conexión a internet.
Sahana posee también la capacidad de sincronizar datos entre múltiples instancias. Esto permite a los encargados de distritos capturar datos de víctimas en terreno e intercambiar esta información con otros encargados mediante Pen drives o CD.

### Despliegues anteriores
- Terremoto del Océano Índico de 2004, desplegado oficialmente para el gobierno de Sri Lanka
- Terremoto de Cachemira de 2005, desplegado oficialmente para el gobierno de Pakistán
- Corrimiento de tierra de Leyte del Sur de 2006, desplegado oficialmente para el gobierno de Filipinas
- Sarvodaya - Sri Lanka 2006 desplegado por la ONG más grande de Sri Lanka
- Terre des Hommes - Sri Lanka 2006 despliegue del nuevo módulo de protección a menores
- Terremoto de Java de mayo de 2006
- Terremoto del Perú de 2007, despliegue traducido al español
- Ciclón Nargis, en Birmania, 2008

## Detonante histórico
El Terremoto del Océano Índico de 2004 azotó a Sri Lanka el 26 de diciembre, provocó una masiva respuesta solidaria de parte de miles de personas de todas las organizaciones imaginables, buscando ayudar los casi un millón de afectados. Desde el primer momento fue evidente la imposibilidad de coordinar tal cantidad de esfuerzo sin tecnologías de información. Es en este contexto que el proyecto Sahana nació.
A pesar del inmenso valor que este tipo de software puede aportar al manejo de desastres, existen muy pocos sistemas y ninguno de ellos está ampliamente desplegado. De hecho, la mayoría de ellos no está basado en web y utiliza una tecnología caduca. Aunque existen varias organizaciones especializadas en algún aspecto del problema, no hay ningún sistema que centralice sus esfuerzos tal como la Coordinación de Ayuda en Desastres de las Naciones Unidas (UNDAC). lo hace cada vez que asiste a un desastre.
En los días subsiguientes al terremoto, muchos individuos, universidades, compañías de software y Sri Lanka Telecom contribuyeron a lo que ahora es Sahana, entre ellas la Compañía Virtuosa, Tigris.org, SourceForge y el Equipo de respuesta a crisis de IBM. Este esfuerzo conjunto fue organizado por la Lanka Software Foundation. Trabajando las 24 horas del día, los primeros módulos vieron la luz en cerca de una semana. Luego de 3 meses la fase inicial estaba terminada y el despliegue mostraba un cierto grado de equilibrio.